# Колодяжная, Валентина Сергеевна
Валентина Сергеевна Колодяжная (10 июня 1911, Харьков — 3 марта 2003, Москва) — советский и российский киновед, историк кино, сценарист, педагог. Кандидат искусствоведения, профессор.

## Биография
Родилась 10 июня 1911 года в Харькове. Её отец, выходец из богатой купеческой семьи, работал инженером-путейцем, мать (из дворян) была домохозяйкой.
В 1932 году окончила Московский институт иностранных языков. Работала переводчиком во Всесоюзном обществе культурной связи с заграницей. В 1943 году окончила театроведческий факультет Государственного института театрального искусства.
В 1948–1987 годах преподавала историю зарубежного кино во ВГИКе и в 1964–1967 годах — на Высших курсах сценаристов и режиссеров.
В 1963 году защитила диссертацию на соискание учёной степени кандидата искусствоведения по теме «Советский приключенческий фильм».
Выступала в печати по вопросам киноискусства с 1945 года. Автор многочисленных статей в научных сборниках, в журналах «Искусство кино», «Советский экран», а также ряда книг и учебных пособий по зарубежному кинематографу.
По сценарию Колодяжной был поставлен фильм «Тайна «Чёрных дроздов»» (1983).
Член Союза кинематографистов СССР и Союза кинематографистов России.
Умерла 3 марта 2003 года. Похоронена на Перепечинском кладбище.